# Аланд (Карнатака)
Аланд (каннада ಆಳಂದ) — город в округе Гулбарга в штате Карнатака в Индии. Расположен в 638 км от столицы штата (Бангалор), в 43 км от столицы округа (Гулбарга).

## Население
Численность населения — около 44 тысяч человек (2013).

## История
Около 1472 года город дважды посетил Афанасий Никитин, упомянувший его в своих путевых записках «Хожение за три моря».